# Brusino Arsizio
Brusino Arsizio est une commune suisse du canton du Tessin.

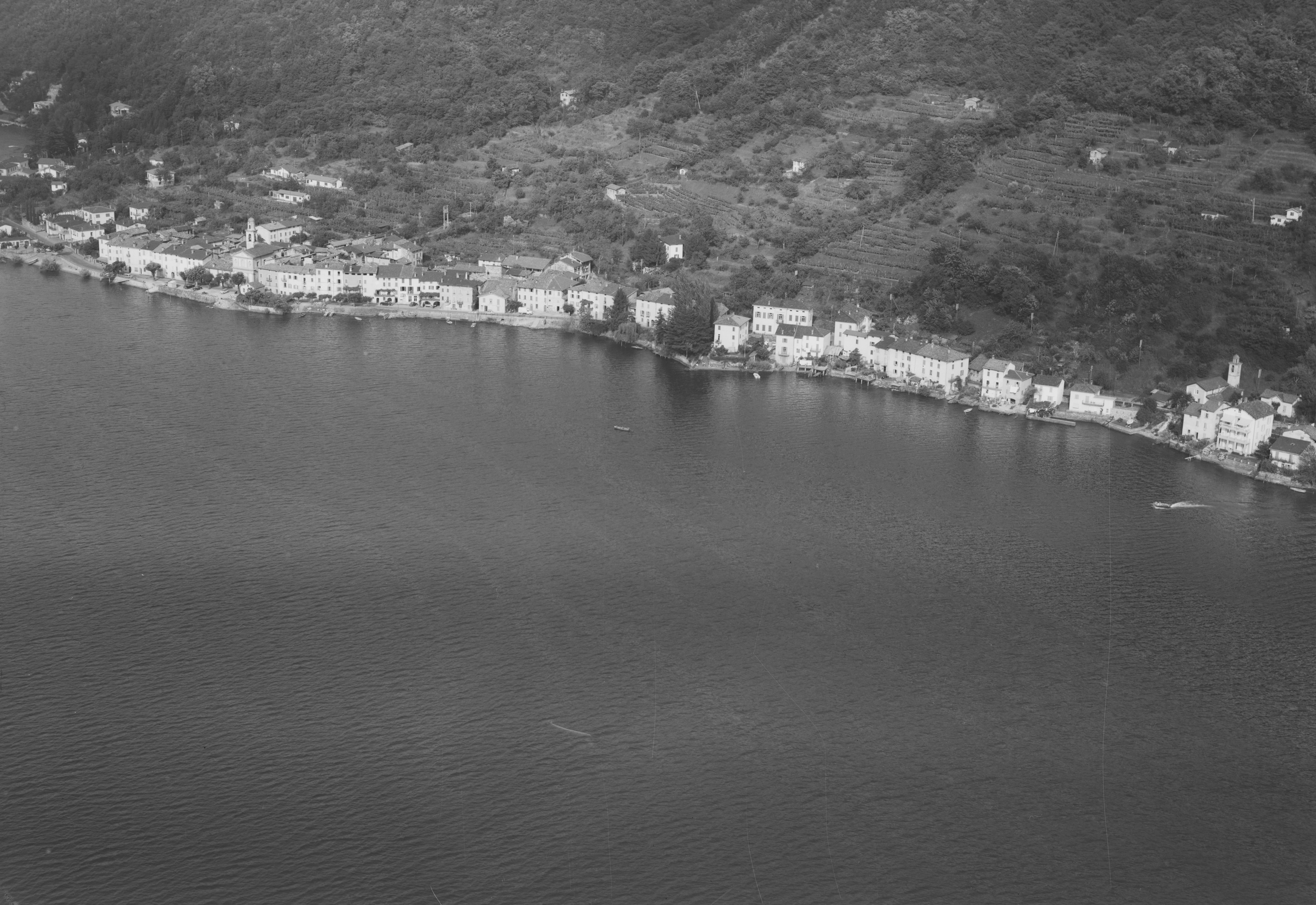
Vue aérienne (1964).